# H'ART Amsterdam
Il Museo H'ART è un museo d'arte situato sulle rive del fiume Amstel ad Amsterdam. Precedentemente satellite dell'Ermitage di San Pietroburgo, il museo ha tagliato i legami con l'Ermitage dopo l'invasione russa dell'Ucraina nel 2022.
Il museo si trova nell'ex-Amstelhof, un edificio in stile stile classico del 1681.

## Storia

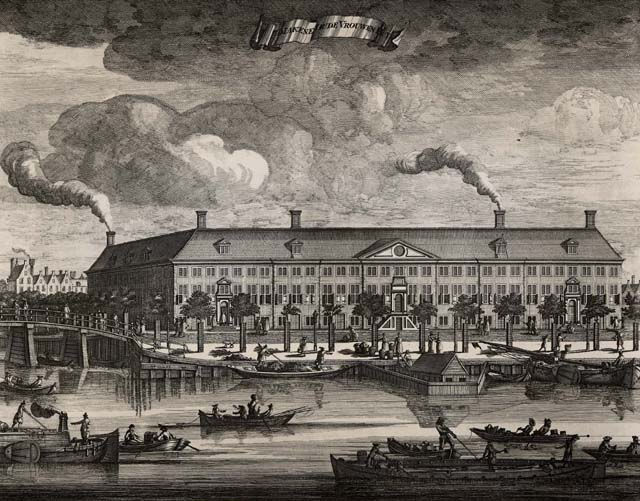
Un'acquaforte del 1693 dell'Amstelhof, che mostra l'edificio fuori proporzione.

La struttura venne aperta nel 1682 come casa di riposo per donne anziane sulla sponda orientale del fiume Amstel. Dal 1817 la struttura ospitava sia uomini che donne.
Negli anni '90, i gestori della struttura hanno deciso che era inadeguata a soddisfare le moderne esigenze dei suoi residenti e ne hanno costruito una nuova altrove, offrendo la struttura storica alla città di Amsterdam, che a sua volta l'ha affittata al museo. Gli ultimi abitanti hanno lasciato l'Amstelhof nel 2007. Il 20 giugno 2009, il museo è stato inaugurato dalla regina olandese Beatrice e dal presidente russo Dmitry Medvedev e aperto al pubblico il giorno successivo.
Inizialmente il più grande satellite del Museo dell'Ermitage di San Pietroburgo, il 3 marzo 2022 il museo ha interrotto i legami con l'Ermitage a causa dell'invasione dell'Ucraina da parte della Russia, iniziata una settimana prima. Nel 2023 il museo ha annunciato che avrebbe collaborato con lo Smithsonian, il Centro Pompidou e il British Museum e dal 1 settembre 2023 ha avuto il nuovo nome Museo H'ART.
Con un'area totale di 12.846 metri quadrati e adatto a rendere le sue collezioni accessibili al maggior numero di persone. L'area espositiva copre 2.172 metri quadrati ed è contenuta all'interno di due grandi sale espositive e sale espositive più piccole. Lo spazio rimanente ospita aule, uffici e alloggi per il personale e un ristorante.
Durante gli oltre 300 anni in cui i residenti sono stati ospiti dell'Amstelhof, sono stati effettuati diversi lavori di ristrutturazione all'interno dell'edificio e sono state aggiunte delle ali per fornire lo spazio necessario. Così, quando sono iniziati i lavori per il museo, alcune aree sono state riportate al loro aspetto originale, mentre molti muri sono stati rimossi e gli spazi sono stati riconfigurati per soddisfare le esigenze del museo. Il costo totale dei lavori di ristrutturazione è stato di 40 milioni di euro.

## Mostre

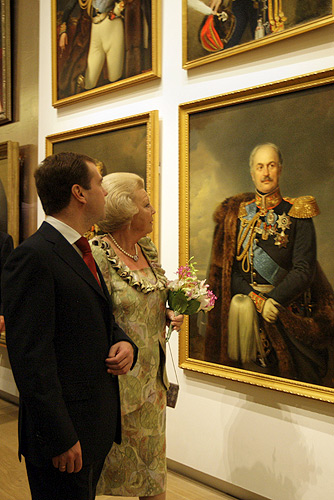
Il presidente russo Dmitry Medvedev e la regina Beatrice all'inaugurazione ufficiale il 20 giugno 2009.

Il museo ospita due collezioni permanenti, una descrive le relazioni Olanda-Russia e l'altra descrive la storia dell'edificio Amstelhof.  Le mostre temporanee di solito sono programmate per sei mesi.